# Verfassung des Landes Schleswig-Holstein
Die Verfassung des Landes Schleswig-Holstein vom 13. Dezember 1949 trat am 12. Januar 1950 unter dem Titel Landessatzung für Schleswig-Holstein in Kraft. Eine Verfassungs- und Parlamentsreform führte am 13. Juni 1990 auch zu einer Titeländerung. Die aktuelle Bekanntmachung der Verfassung des Landes Schleswig-Holstein stammt vom 2. Dezember 2014.

## Geschichte

### Vorgeschichte
Der deutsche Jurist und zeitweise in dänischen Diensten stehende Beamte Uwe Jens Lornsen hatte in der ersten Hälfte des 19. Jahrhunderts mit seinen Schriften über die verfassungsrechtliche Lage der mit der dänischen Krone verbundenen Herzogtümer Schleswig und Holstein bereits Vorarbeiten geleistet. Schleswig war damals ein Lehen Dänemarks, Holstein ein Gliedstaat des Deutschen Bundes – beide Territorien wurden jedoch vom dänischen König in Personalunion als Herzog regiert. Lornsen forderte indes mehr Autonomie für Schleswig-Holstein innerhalb der noch sehr vom Absolutismus geprägten dänischen Politik.
Eine Kommission der Provisorischen Regierung hatte bereits zu Beginn der Schleswig-Holsteinischen Erhebung am 24. Juli 1848 einen Entwurf eines „Staatsgrundgesetzes für die Herzogthümer Schleswig = Holstein“ vorgelegt. Artikel 3 des Entwurfes bestimmte: „Die Herzogthümer Schleswig = Holstein sind ein Bestandtheil des Deutschen Staatsverbandes“. 1854 legte die dänische Regierung jeweils eine Verfassung für Schleswig und Holstein vor.

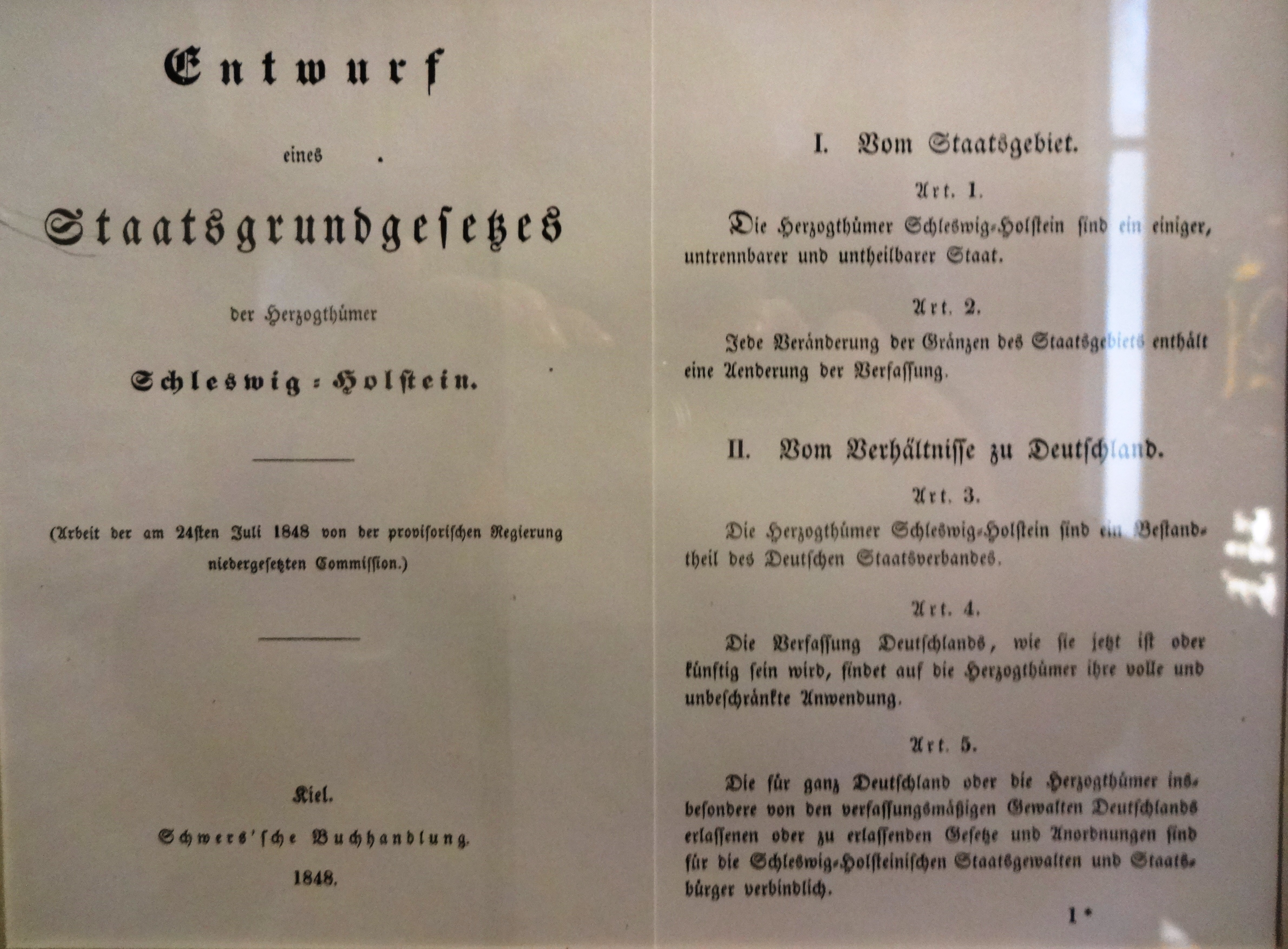
Entwurf eines Staatsgrundgesetzes für Schleswig-Holstein von 1848

Nach dem Zweiten Weltkrieg wurde Schleswig-Holstein von der britischen Militärregierung regiert. Diese erließ 1946 eine vorläufige Landessatzung als vorläufige Verfassung. Der Ernannte Landtag stimmte am 12. Juni 1946 diesem Gesetz zu. Bis zur Verabschiedung der Verfassung von 1949 bildete diese vorläufige Verfassung den rechtlichen Rahmen in Schleswig-Holstein.

### Entstehung
1949 verabschiedete der erste gewählte Landtag des aus der gleichnamigen preußischen Provinz hervorgegangenen Landes Schleswig-Holstein eine Landessatzung. Der Begriff „Satzung“ statt „Verfassung“ wurde gewählt, da diese wie das Grundgesetz der Bundesrepublik nur so lange Gültigkeit haben sollte, bis das geteilte Deutschland wieder in einem Staat vereint wäre.
Die Beratung der Verfassung fand in vergifteter Atmosphäre statt. Die SPD stellte im Landtag nach der Landtagswahl in Schleswig-Holstein 1947 trotz eines Stimmenanteils von nur 41,1 % dank des Wahlrechtes eine absolute Mehrheit der Abgeordneten. Bei den Kommunalwahlen am 24. Oktober 1948 und der Bundestagswahl 1949 war die CDU jeweils sogar stärker geworden als die SPD. Aufgrund dieser Konstellation lehnte die SPD die Forderung der Opposition nach der Einberufung einer Verfassunggebenden Versammlung ab und bestimmte, dass der Landtag die Landessatzung verabschieden sollte. Noch heftiger war der Widerstand der Oppositionsparteien gegen die Verfassungsregelung, dass die Verfassung mit absoluter Mehrheit angenommen werden sollte, die künftigen Änderungen der Verfassung jedoch einer 2/3-Mehrheit bedurften.
Durch diese Regelungen beabsichtigte die SPD die heftig umstrittenen Kernpunkte ihrer Politik, die sechsjährige Grundschule und die Bodenreform dauerhaft zu sichern.
Nachdem der Innenminister Wilhelm Käber am 24. Oktober 1949 den Entwurf der Landessatzung vorlegte, in dem diese Regelungen enthalten waren, forderte der Abgeordnete Hermann von Mangoldt für die CDU Schleswig-Holstein, dass die CDU auf dieser Basis nicht an den Verfassungsberatungen teilnehmen und das Ergebnis vor dem Bundesverfassungsgericht anfechten würde. Auch der SSW äußerte scharfe Kritik an der Vorgehensweise und dem Entwurf.
Die SPD war nicht bereit, den Wünschen der Opposition zu entsprechen. Die Beratungen fanden daher nur mit den Abgeordneten der SPD und denen des SSW statt. Die CDU hatte lediglich Hans-Jürgen Klinker und Emmy Lüthje als Beobachter entsandt.
Ministerpräsident Hermann Lüdemann (SPD) versuchte noch einen Kompromiss zu finden, indem er vorschlug, den Absatz über die sechsjährige Grundschule zu streichen. Seine Fraktion lehnte diesen Vorschlag mit dem Argument ab, dann können ja künftige andere Mehrheiten diese Regelung wieder abschaffen.
Die Diskussion über die Vorlage ergab aufgrund dieser Konstellation nur wenige Änderungen. So wurde die Dauer der Legislaturperiode gegenüber dem Entwurf von 3 auf 4 Jahre verlängert (wobei diese Regelung erst ab der nächsten Wahl gelten sollte) und ein konstruktives Misstrauensvotum wurde eingeführt. Die Regelungen über Bodenreform (Art. 8) und Grundschule verblieben aber in der Verfassung. Die Verfassung wurde am 13. Dezember 1949 mit den Stimmen der 42 SPD-Abgeordneten gegen die Stimmen der zwei CDU-Beobachter und des SSW angenommen. Lediglich die beiden SSW-Abgeordneten Berthold Bahnsen und Victor Graf von Reventlow-Criminil enthielten sich der Stimmen.

### Korrekturen 1950
Die Bemühungen der SPD, die Kernpunkte ihrer Politik über die Verfassung dauerhaft gegen die demokratische Meinungsbildung schützen zu wollen, waren nicht erfolgreich. Bei der Landtagswahl in Schleswig-Holstein 1950 büßte sie 16,3 % der Stimmen ein und musste in die Opposition gehen. Am 20. November 1950 wurden die Verfassungsbestimmungen über die sechsjährige Grundschule und die Bodenreform in der Landessatzung gestrichen.

### Neufassung 1990
Die Kieler Affäre um den damaligen Ministerpräsidenten Uwe Barschel führte 1990 zu einer umfassenden Verfassungs- und Parlamentsreform, die im Gesetz zur Änderung der Landessatzung für Schleswig-Holstein vom 13. Juni 1990 (GVOBl. Schl.-H. S. 391) mündete.

### Reform 2014
Alle Fraktionen beschlossen im April 2013 die Einrichtung eines Sonderausschusses „Verfassungsreform“ mit dem Ziel u. a. die folgenden Punkte zu prüfen und vorzulegen:
- Einführung einer Präambel
- Einführung eines Grundrechtskatalogs
- Aufnahme des Minderheitenschulwesens
- Stärkung des Parlaments im europäischen Mehrebenensystemen
- Verbesserung der Kooperation mit anderen Bundesländern
- Stärkung unmittelbar demokratischer Mitwirkungsmöglichkeiten
- Einführung einer Landesverfassungsbeschwerde und eines Klagerechts des Landesrechnungshofs Schleswig-Holstein
- Überprüfung des kommunalen Finanzausgleichs
- Aufnahme weiterer Staatsziele

Die Beratung des Sonderausschusses beschäftigte sich auch mit Vorschlägen aus der Bevölkerung und von Verbänden, die teilweise auch Berücksichtigung fanden. Die Beschlussfassung im Landtag ist am 8. Oktober 2014 erfolgt. Für den interfraktionellen Antrag zur Änderung der Verfassung stimmten 61 der 66 anwesenden Abgeordneten. Die neue Verfassung setzt die Quoren für Volksentscheide herab. Der Schutz der digitalen Privatsphäre und der weitere Aufbau der digitalen Basisdienste bekommen wie das Schulwesen der dänischen Minderheit Verfassungsrang. Die Inklusion von Schülern mit Behinderungen und eine bürgernahe Verwaltung werden ebenfalls Staatsaufgaben (in der Verfassung wird von „Staatszielen“ gesprochen). Der Landtag erhält mehr Rechte und kann zukünftig die Regierung dazu zwingen, Verfassungsklage beim Bundesverfassungsgericht einzureichen. Für die Verankerung eines Gottesbezuges fand sich im Landtag keine verfassungsändernde Mehrheit. Auch zwei Anträge, nachträglich einen Gottesbezug in die Verfassung aufzunehmen, wurden im Juli 2016 abgelehnt.

## Inhalt
Schleswig-Holstein ist laut Artikel 1 seiner Verfassung ein Gliedstaat der Bundesrepublik Deutschland. Die Landesverfassung schreibt wie das Grundgesetz die Gewaltenteilung zwischen gesetzgebender Gewalt (Legislative, dem Landtag), ausführender Gewalt (Exekutive, der Landesregierung und -verwaltung) und rechtsprechender Gewalt (Judikative, der Gerichte) vor. Ein weiteres Verfassungsorgan ist der Landesrechnungshof. Daneben besteht eine so genannte vertikale Gewaltenteilung zwischen der Landesebene und der kommunalen Ebene, die jeweils eigene Zuständigkeiten und Aufgaben haben. Die Verfassung enthält auch weitreichende Elemente der direkten Demokratie.
Ein neues Element der Verfassung ab 1990 sind so genannte Staatszielbestimmungen wie z. B. den Minderheitenschutz der friesischen und der dänischen Volksgruppe sowie gem. Landtagsbeschluss vom 14. November 2012 der deutschen Sinti und Roma im Land (Art. 5), die Förderung der Gleichstellung von Mann und Frau (Art. 6), den Schutz der natürlichen Lebensgrundlagen (Art. 7) oder Schutz und Förderung der Kultur einschließlich der plattdeutschen Sprache (Art. 9).
Bis zur Errichtung eines Landesverfassungsgerichts in Schleswig im Mai 2008 lag die Zuständigkeit für Landesverfassungsstreitigkeiten beim Bundesverfassungsgericht.